# Doggerland

Harta care arată întinderea ipotetică a Doggerlandului (aproximativ 10.000 î.Hr.), care făcea legătura între Marea Britanie și Europa continentală

Doggerland era o întindere de uscat, acum scufundată sub Marea Nordului, care lega Insulele Britanice de Europa continentală. A fost inundată de creșterea nivelului mării în jurul anilor 6500-6200 î.Hr. Terenul inundat este cunoscut cu numele de Litoralul Dogger. Studiile geologice au sugerat că se întindea de la coasta de est a Marii Britanii de astăzi până la Țările de Jos, coasta de vest a Germaniei și peninsula daneză Iutlanda. Probabil că a fost un habitat bogat cu prezență umană în perioada mezolitică, deși creșterea nivelului mării l-a redus treptat la insule joase înainte de scufundarea sa finală, posibil în urma unui tsunami cauzat de Alunecarea Storegga. Doggerland a fost numit după bancul Dogger Bank, care la rândul său a fost numit după bărcile de pescuit olandeze din secolul al XVII-lea numite doggers.
Potențialul arheologic al zonei a fost identificat pentru prima dată la începutul secolului al XX-lea, iar interesul s-a intensificat în 1931, când un trauler de pescuit care opera la est de Wash a scos o bucată de coarne de cerb care a fost ulterior identificată cu perioada în care zona era tundră. De atunci navele au scos rămășițe de mamuți, lei și alte animale, precum și câteva unelte și arme preistorice.
În 2020 echipele internaționale continuau o investigație de doi ani în peisajul scufundat al Doggerlandului, folosind tehnici arheo-geofizice noi și tradiționale, simulare pe computer și biologie moleculară. Dovezile strânse permit studiul mediului trecut, schimbările ecologice și tranziția umană de la comunitățile vânători-culegători la cele agricole.